# 马泰乌奇奖章
马泰乌奇奖章（義大利語：Medaglia Matteucci）是意大利的物理学奖（以意大利物理学家卡洛·马泰乌奇命名）。本奖项为做出基本贡献的物理学家公开颁奖。按照意大利皇家法令，本奖项在1870年7月10日意大利科学院接受卡洛·马泰乌奇的捐赠建立。

## 获奖者
- 1868 赫尔曼·冯·亥姆霍兹
- 1875 亨利·维克托·勒尼奥
- 1876 第一代开尔文男爵威廉·汤姆森
- 1877 古斯塔夫·基爾霍夫
- 1878 古斯塔夫·海因里希·维德曼
- 1879 威廉·爱德华·韦伯
- 1880 安东尼奥·帕奇诺蒂
- 1881 埃米利奥·维拉里
- 1882 奥古斯托·里吉
- 1887 爱迪生
- 1888 海因里希·赫兹
- 1894 約翰·斯特拉特，第三代瑞利男爵
- 1895 亨利·奥古斯塔斯·罗兰
- 1896 威廉·伦琴 和 菲利普·莱纳德
- 1901 古列尔莫·马可尼
- 1903 阿尔伯特·迈克耳孙
- 1904 玛丽·居里 和 皮埃尔·居里
- 1905 儒勒·昂利·庞加莱
- 1906 詹姆斯·杜瓦
- 1907 威廉·拉姆齐
- 1908 安东尼奥·加尔巴索
- 1909 奥尔索·马里奥·科尔比诺
- 1910 海克·卡末林·昂內斯
- 1911 让·佩兰
- 1912 彼得·塞曼
- 1913 欧内斯特·卢瑟福
- 1914 马克斯·冯·劳厄
- 1915 约翰内斯·斯塔克
- 1915 威廉·亨利·布拉格 和 威廉·劳伦斯·布拉格
- 1917 安东尼诺·洛苏尔多
- 1918 罗伯特·威廉姆斯·伍德
- 1919 亨利·莫塞莱
- 1921 阿尔伯特·爱因斯坦
- 1923 尼尔斯·玻尔
- 1924 阿諾·索末菲
- 1925 罗伯特·密立根
- 1926 恩里科·费米
- 1927 埃尔温·薛定谔
- 1928 钱德拉塞卡拉·拉曼
- 1929 维尔纳·海森堡
- 1930 阿瑟·康普顿
- 1931 佛朗哥·拉塞蒂
- 1932 弗雷德里克·约里奥-居里 和 伊雷娜·约里奥-居里
- 1956 沃尔夫冈·泡利
- 1975 布鲁诺·陶舍克
- 1978 阿卜杜勒·萨拉姆
- 1979 盧西恩·梅安尼
- 1980 吉安·卡罗·威克
- 1982 魯道夫·佩爾斯
- 1985 亨德里克·卡西米爾
- 1987 皮埃尔-吉勒·德热纳
- 1988 列夫·奥昆
- 1989 弗里曼·戴森
- 1990 杰克·施泰因贝格尔
- 1991 布鲁诺·罗西
- 1992 阿纳托尔·亚伯拉罕
- 1993 約翰·惠勒
- 1994 克洛德·科昂-唐努德日
- 1995 李政道
- 1996 沃尔夫冈·帕诺夫斯基
- 1998 奥雷斯特·皮乔尼
- 2001 特奥多尔·亨施
- 2002 尼古拉·卡比博
- 2003 曼努埃尔·卡多纳
- 2004 达维德·吕埃勒
- 2005 约翰·李尔普罗斯
- 2006 乔治·贝莱蒂尼
- 2016 阿达尔贝托·贾佐托
- 2017 马尔科·塔瓦尼
- 2018 吉安路易吉·福吉
- 2019 费德里科·卡帕索
- 2020 马西莫·英古西奥
- 2021 阿莫斯·马里坦
- 2022 约瑟琳·贝尔·伯奈尔